# Ramaricium occultum
Ramaricium occultum är en svampart som beskrevs av J. Erikss. 1954. Enligt Catalogue of Life ingår Ramaricium occultum i släktet Ramaricium,  och familjen Gomphaceae, men enligt Dyntaxa är tillhörigheten istället släktet Ramaricium,  och familjen Ramariaceae. Arten är reproducerande i Sverige. Inga underarter finns listade i Catalogue of Life.